# Зеленов, Пётр Иванович
Пётр Иванович Зеленов — советский хозяйственный, государственный и политический деятель.

## Биография
Родился в 1932 году в Шацке. Член КПСС.
С 1956 года — на хозяйственной, общественной и политической работе. В 1956—1992 гг. — плавильщик, старший инженер, начальник смены, технический руководитель комбината «Печенгоникель», начальник обогатительной фабрики, главный инженер, директор Оленегорского горно-обогатительного комбината, ответработник комитета по геологии при Совмине СССР, руководитель представительства администрации Мурманской области при правительстве Российской Федерации.
За разработку и внедрение оборудования и технологий для переработки и утилизации техногенного сырья был в составе коллектива удостоен Государственной премии СССР в области науки и техники 1990 года.
Живет в Москве.